# リュウグウ (小惑星)
リュウグウ（162173 Ryugu）は、アポロ群に分類される地球近傍小惑星の一つ。宇宙航空研究開発機構 (JAXA) が実施する小惑星探査プロジェクト「はやぶさ2」の目標天体である。

## 発見
1999年5月10日にリンカーン研究所の自動観測プログラムLINEARによって発見された。

## 物理的特徴
地球近傍天体 (NEO) の中でも、特に地球に衝突する可能性が大きく、かつ衝突時に地球に与える影響が大きい「潜在的に危険な小惑星 (Potentially Hazardous Asteroid, PHA)」に分類されている。

### 組成
S型小惑星のイトカワよりも太陽系形成初期の有機物や含水鉱物をより多く含んでいると考えられること、地球から比較的近い軌道要素を持つことなどから、「はやぶさ2」の目標天体として選ばれた。炭素の含有量の多い炭素質コンドライトからなるC型小惑星である。また観測結果から含水シリケイトの存在も示唆されていた。
はやぶさ2搭載の近赤外分光計 (NIRS3) の観測から得られた3μm波長帯のスペクトルの解析から、リュウグウの表面には含水鉱物の形で水が存在しており、加熱や衝撃を受けた炭素質隕石の組成に似ていることがわかった。

## 形成と進化

はやぶさ2から撮影された自転するリュウグウの画像

はやぶさ2による観測結果から、破壊された母天体の破片が再集積して形成されたラブルパイル天体である可能性がきわめて高いとされている。母天体は45.6億年前に形成されたポラナまたはオイラリアとされ、14億年前にポラナ、または8億年前にオイラリアが他の天体と衝突して破壊され、その衝突破片が再集積することにより現在のリュウグウが形成されたと考えられている。
「コマ型」や「そろばんの玉型」と形容される形状は、かつて高速自転していた頃に遠心力によって形成されたものと考えられている。現在の自転周期は7.6時間とゆっくりだが、自転周期を3.5時間とした場合に現在のような形状となることが明らかになった。母天体の破片が再集積した際に既に高速自転していたか、再集積後にYORP効果によって自転速度が上がったか、2つの可能性が考えられている。

## 名称
2015年10月5日、小惑星センターのリストに「Ryugu」の名称が記載されたことがJAXAから公表された。
JAXAは、「Ryugu」の選定について以下の理由を挙げている。
1. 「浦島太郎」の物語で、浦島太郎が玉手箱を持ち帰るということが、「はやぶさ2」が小惑星のサンプルが入ったカプセルを持ち帰ることと重なること。
2. 小惑星1999 JU3は水を含む岩石があると期待されており、水を想起させる名称案であること。
3. 既存の小惑星の名称に類似するものが無く、神話由来の名称案の中で多くの提案があった名称であること。
4. 「Ryugu」は「神話由来の名称が望ましい」とする国際天文学連合の定めたルールに合致し、また、第三者商標権等の観点でも大きな懸念はないと判断したため。

「162173」が小惑星番号で、いわゆる本名に相当する。小惑星センターに正式登録されるまでの仮符号が1999 JU3であり、名称がつけられるまでの呼称として用いられた。「1999」は1999年、「J」は5月前半、「U3」は95番目に発見されたことを表す。

### 名称の公募
名称の「リュウグウ」は、JAXAによって一般公募された案の中から選考された。2015年7月22日13時30分から8月31日10時00分まで、JAXAの特設WEBページやハガキにより応募を受け付け、選考委員会での選考で名称案「Ryugu」を選定した。これを発見者であるLINEARチームに伝え、LINEARチームがIAUに命名提案した。IAUの小天体命名委員会による審査は通常3ヶ月程度掛かるが、(162173) 1999 JU3については迅速な審査が行われ、「Ryugu」が正式に認められた。

### 地名
2018年10月にJAXAからIAUにリュウグウ表面の地形の名称案が申請され、同年12月に「オトヒメ（岩）」「エジマ（岩）」「リュウジン（尾根）」「モモタロウクレーター」「キビダンゴクレーター」など「子どもたち向けの物語」にちなんだ13か所の命名が承認された。JAXAは翌2019年8月22日に、「はやぶさ2」によるサンプル採取の際に形成された直径約10メートルの人工クレーターに「おむすびころりんクレーター」と愛称をつけ、その周囲の岩も故人となった助教の飯島祐一と研究員の岡本千里に因んで「イイジマ岩」「オカモト岩」と名付けられた。
なお、「おむすびころりんクレーター」は2019ユーキャン新語・流行語大賞にノミネートされた。推挙したのはやくみつるで、「はやぶさ2の話題は偉業としてもてはやされたんですけど、その後の言葉が定着してない。ここに入れることによって、そういう言葉もあったんだねと認知してもらう効果もあるわけです」としている。

## 地形一覧

### 尾根
リュウグウの尾根の名は、浦島太郎の登場人物に由来する。
| 地名                           | 由来 |
| ------------------------------ | ---- |
| リュウジン尾根 (Ryujin Dorsum) | 龍神 |

### 地溝帯
リュウグウの地溝帯の名は、神話の理想郷に由来する。
| 地名                       | 由来     |
| -------------------------- | -------- |
| ホウライ地溝 (Horai Fossa) | 蓬莱島   |
| トコヨ地溝 (Tokoyo Fossa)  | 常世の国 |

### 岩塊
リュウグウの岩塊の名は、大半が浦島太郎に由来する。
| 地名                         | 由来     |
| ---------------------------- | -------- |
| カタフォ岩塊 (Catafo Saxum)  | カタフォ |
| エジマ岩塊 (Ejima Saxum)     | 絵島が磯 |
| オトヒメ岩塊 (Otohime Saxum) | 乙姫     |

### クレーター
リュウグウのクレーターの名は、キビダンゴ以外すべて童話の登場人物に由来する。
| 地名                      | 由来                   |
| ------------------------- | ---------------------- |
| ブラボー (Brabo)          | シルヴィウス・ブラボー |
| サンドリヨン (Cendrillon) | サンドリヨン           |
| キビダンゴ (Kibidango)    | 黍団子                 |
| キンタロウ (Kintaro)      | 金太郎                 |
| コロボック (Kolobok)      | コロボーク             |
| モモタロウ (Momotaro)     | 桃太郎                 |
| ウラシマ (Urashima)       | 浦島太郎               |

- 小惑星「リュウグウ」
- 同左、上面と正面
- 同左、正面のアップ
- 同左、下面のアップ
- 同左、下面の「サンプラホーン」のアップ
- 「リュウグウ」の試料（かけら）